# Benkos Biohó
Benkos Biohó, né à une date inconnue sur le territoire de l'actuelle Guinée-Bissau et mort le 16 mars 1621 à Carthagène des Indes en Nouvelle-Grenade, est un esclave marron chef d'un mouvement d'émancipation. Dans un premier temps reconnu par les autorités coloniales espagnoles, il est finalement fait prisonnier et exécuté.

## Biographie
Benkos Biohó, aussi connu sous le nom de Domingo, esclave "marron", est né sur le territoire de la Guinée-Bissau, à la fin du XVIe siècle. Il fut capturé par l'entrepreneur portugais Pedro Gomez Reynel puis vendu en 1596 par l'Espagnol Alonso del Campo à Carthagène (grand port de la traite négrière). Il exerce ainsi le rôle de rameur sur le fleuve Magdalena; mais cette embarcation sombre et permet à Benkos  Biohó de s'échapper. Malheureusement il est de nouveau capturé et redevient rameur.
Vers 1599, il parvient à s'enfuir, il organise une armée de fugitifs dans les Montes de Maria (au sud de Carthagène). Pour réaliser son rêve, qui était de prendre Carthagène et de partir de là pour retourner en Afrique, Biohó organise un groupe dans un mouvement de type guérilla, et pendant cinq ans, le groupe lance des attaques contre les intérêts espagnols. Il réussit, donc, à dominer toutes les montagnes de la Sierra Maria dans le département de Bolivar. Le gouverneur de Carthagène a tout essayé pour arrêter le groupe, mais il a été impossible de le faire. Finalement, en 1605, le gouverneur signe un traité de paix avec le groupe et leur donne une petite section de territoire, ce qui est aujourd'hui Palenque de San Basilio, où les marrons pourraient s'établir en tant que peuple libre. Biohó est ainsi reconnu chef du Palenque de La Matuna par le vice-roi d'Espagne cherchant à rétablir l'ordre.
D'après les populations, Biohó utilisa des pouvoirs magiques à son profit et pour son peuple. Il ne se reposait pas et se démenait pour mener sa campagne active de libération. Il combattait pour ses droits et ceux de son peuple : la vie, la terre, la culture, la liberté et la paix des Africains et de leurs descendants. Dans les Palenques qu'il gouvernait, il était le maître de la guerre et de la paix, de la justice et du travail. Fidèle à son peuple, il ne se laissa pas entraîner par les propositions des gouvernants coloniaux qui essayaient de lui faire abandonner le combat qu'il menait contre eux.
En 1621, à la suite du changement de gouverneur, les autorités changent de stratégie et l'arrêtent. Il est fait prisonnier puis pendu et écartelé en place publique le 16 mars 1621.